# Imperfectly
Imperfectly es el tercer álbum de estudio lanzado por la cantante y compositora estadounidense Ani DiFranco, publicado en 1992.

## Lista de canciones
Todas las canciones compuestas por Ani DiFranco.
1. "What If No One's Watching" – 3:13
2. "Fixing Her Hair" – 4:45
3. "In or Out" – 3:06
4. "Every State Line" – 3:07
5. "Circle of Light" – 2:31
6. "If It Isn't Her" – 3:57
7. "Good, Bad, Ugly" – 3:01
8. "I'm No Heroine" – 3:20
9. "Coming Up" – 1:47
10. "Make Them Apologize" – 4:19
11. "The Waiting Song" – 4:13
12. "Served Faithfully" – 2:53
13. "Imperfectly" – 3:45

## Personal
- Ani DiFranco – Guitarra, voz, producción
- Ed Stone — producción, ingeniero
- Tony Romano — Ingeniero
- Andy Stochansky — Batería, percusión
- Geoff Perry — Bajo
- George Puleo — guitarra eléctrica
- Greg Horn — trompeta
- Tim Allan — mandolina
- Mary Ramsey — viola

## Producción
- Productores – Ani DiFranco, Ed Stone
- Ingeniero – Tony Romano, Ed Stone
- Mastering – Ed Stone
- Fotografía – Scot Fisher